# Asagiïta
L'asagiïta és un mineral de la classe dels sulfats que pertany al grup de la ktenasita.

## Característiques
L'asagiïta és un sulfat de fórmula química NiCu₄(SO₄)₂(OH)₆(H₂O)₆. Va ser aprovada com a espècie vàlida per l'Associació Mineralògica Internacional l'any 2022, i publicada l'any següent. Cristal·litza en el sistema monoclínic. És l'anàleg de níquel de tres espècies: la ktenasita, la fehrita i la gobelinita.
L'exemplar que va servir per a determinar l'espècie, el que es coneix com a material tipus, es troba conservat a les col·leccions mineralògiques del Museu Nacional de la Natura i la Ciència de Tòquio (Japó), amb el número d'espècimen: nsm-m49723.

## Formació i jaciments
Va ser descoberta a la mina Nakauri, situada a la ciutat de Shinshiro de la prefectura d'Aichi (Japó), sent l'únic indret de tot el planeta on ha estat descrita aquesta espècie mineral.